# Burh

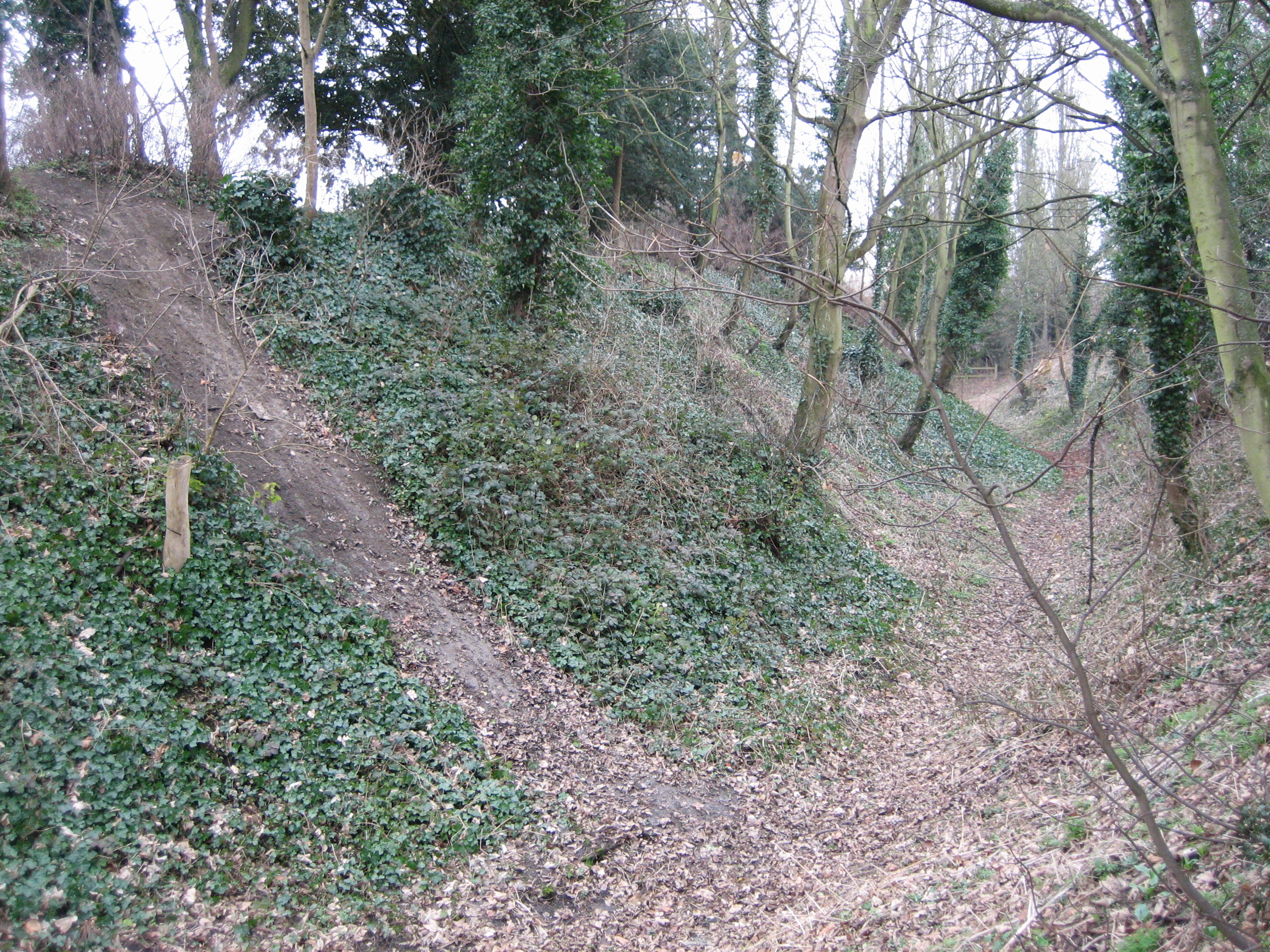
Fortification du burh de Wallingford.

Un burh est un site fortifié de l'Angleterre anglo-saxonne. Il s'agit d'un terme générique vieil-anglais qui est à l'origine des toponymes en anglais moderne comprenant les éléments borough, burg ou burgh.
De manière plus spécifique, ce terme désigne les forts édifiés ou restaurés par les rois du Wessex Alfred le Grand et son fils Édouard l'Ancien à la fin du IXe siècle et au début du Xe siècle pour lutter plus efficacement contre les raids des Vikings. Une liste du début du Xe siècle, le Burghal Hidage, énumère 33 de ces places fortes, réparties dans tout le sud de l'Angleterre, avec le nombre de hides correspondant aux impôts requis pour leur entretien.

## Histoire
Il ne subsiste aucune trace de forteresses édifiées ou occupées au cours des premiers siècles de la présence anglo-saxonne en Grande-Bretagne, que ce soit dans les sources écrites ou les fouilles archéologiques. Dans les textes de cette période, le mot burh est rarement employé pour désigner une forteresse royale et décrit le plus souvent les collines fortifiées de l'âge du fer ou des sites monastiques. Il est possible que le caractère gyrovague de l'aristocratie guerrière ait constitué un frein à l'édification de sites fortifiés.
Les premières démarches de fortification sont attestées au VIIIe siècle en Mercie, dans des localités comme Hereford, Tamworth ou Winchcombe, ce qui reflète probablement le développement de l'autorité royale sous Æthelbald (716-757) et Offa (757-796). L'entretien des forts fait alors partie de la trinoda necessitas, l'ensemble des trois obligations que le roi peut imposer aux propriétaires terriens de son royaume.
Dans le royaume du Wessex, la construction de nouveaux forts n'est attestée par l'archéologie qu'à partir du règne d'Æthelwulf (839-858), en lien avec la menace posée par les Vikings. Plusieurs présentent des remparts constitués d'une élévation en terre renforcée avec du bois entourée d'un fossé. Les burhs figurant dans le Burghal Hidage sont de nature variée : certains sont des villes importantes alors que d'autres ne sont que des lieux isolés (promontoires ou îles). Ces défenses s'étendent à toute l'Angleterre au fil des conquêtes des rois du Wessex et leur qualité s'améliore également, par exemple à Hereford et à Oxford où la pierre commence à être utilisée à la place du bois.